# Beaufort (Carolina del Sur)
Beaufort es una ciudad ubicada en el condado de Beaufort en el estado estadounidense de Carolina del Sur, siendo además sede del condado. La ciudad en el año 2010 tenía una población de 12.361 habitantes en una superficie de 60.7 km², con una densidad poblacional de 212.3 personas por km². 

## Geografía
Beaufort se encuentra ubicada en las coordenadas 32°25′55″N 80°41′22″O / 32.43194, -80.68944. Según la Oficina del Censo, la ciudad tiene un área total de 60,7 km² (23,4 mi²), de la cual 48,2 km² (18,6 mi²) es tierra y 12,5 km² (4,8 mi²) (20.57%) es agua.

## Demografía
En el 2000 la renta per cápita promedia del hogar era de $36.532, y el ingreso promedio para una familia era de $42.894. El ingreso per cápita para la localidad era de $20.501. En 2000 los hombres tenían un ingreso per cápita de $22.465 contra $23.474 para las mujeres. Alrededor del 13.00% de la población estaba bajo el umbral de pobreza nacional. 

## Personajes célebres
- John Edwards Holbrook, zoólogo, médico y naturista. (1794 - 1871)
- Joe Frazier, boxeador. (1944 - 2011)
- Robert Smalls, político. Nacido como esclavo, huyó con éxito a su libertad para posteriormente obtener un puesto en el Congreso de los Estados Unidos. (1839 - 1915)